# Eristena mangalis
Eristena mangalis là một loài bướm đêm trong họ Crambidae.